# Список призёров летних Олимпийских игр 1960
XVII летние Олимпийские игры прошли в Риме (Италия) с 25 августа по 11 сентября 1960 года.

## Медалисты

### Академическая гребля[1]
| Дисциплина                      | Золото | Серебро | Бронза |
| ------------------------------- | --- | --- | --- |
| Одиночки                        | Вячеслав Иванов СССР | Ахим Хилль Объединённая германская команда | Теодор Коцерка Польша |
| Двойки парные                   | Чехословакия · Вацлав Козак · Павел Шмидт | СССР · Александр Беркутов · Юрий Тюкалов | Швейцария · Эрнст Хюрлиман · Рольф Лархер |
| Двойки распашные без рулевого   | СССР · Валентин Борейко · Олег Голованов | Австрия · Йозеф Клоимштайн · Альфред Загедер | Финляндия · Вели Лехтеля · Тойми Питкянен |
| Двойки распашные с рулевым      | Объединённая германская команда · Бернхард Кнубель · Карл Реннеберг · Клаус Церта | СССР · Антанас Багдонавичюс · Зигмас Юкна · Игорь Рудаков                                                                                              | США · Ричард Дрегер · Конн Финдли · Кент Митчелл |
| Четвёрки распашные без рулевого | США · Артур Эро · Теодор Нэш · Джон Сейр · Ричард Уэйлз | Италия · Тулио Баралья · Ренато Бозатта · Джанкарло Кроста · Джузеппе Галанте                                                                          | СССР · Игорь Ахремчик · Юрий Бачуров · Валентин Морковкин · Анатолий Тарабрин                                                                            |
| Четвёрки распашные с рулевым    | Объединённая германская команда · Герд Цинтль · Хорст Эфферц · Клаус Рикеман · Юрген Лиц · Михаэль Обст                                                                              | Франция · Робер Дюмонтуа · Жан Клэн · Клод Мартен · Жак Морель · Ги Носбом                                                                             | Италия · Фульвио Балатти · Джованни Дзукки · Романо Сгейц · Иво Стефанони · Франко Тринкавелли                                                           |
| Восьмёрки                       | Объединённая германская команда · Манфред Рульффс · Вальтер Шрёдер · Франк Шепке · Крафт Шепке · Карл-Генрих фон Гроддек · Карл-Хайнц Хопп · Клаус Биттнер · Ханс Ленк · Вилли Падге | Канада · Дональд Арнольд · Уолтер д’Ондт · Нельсон Кун · Джон Леки · Дэвид Андерсон · Арчибальд Маккиннон · Уильям Маккерлич · Глен Мервин · Соэн Билн | Чехословакия · Богумил Яноушек · Ян Йиндра · Иржи Лундак · Станислав Луск · Вацлав Павкович · Лудек Поезный · Ян Шведа · Йозеф Вентус · Мирослав Коничек |

### Баскетбол[2]
| Золото | Серебро | Бронза |
| США Джей Арнетт · Уолт Беллами · Боб Бузер · Терри Дишингер · Даррелл Имхофф · Аллен Келли · Лестер Лейн · Джерри Лукас · Оскар Робертсон · Адриан Смит · Джерри Уэст · Бёрдетт Халдорсон | СССР Майгонис Валдманис · Альберт Вальтин · Геннадий Вольнов · Виктор Зубков · Юрий Корнеев · Янис Круминьш · Гурам Минашвили · Валдис Муйжниекс · Цезарь Озер · Александр Петров · Михаил Семёнов · Владимир Угрехелидзе | Бразилия Эдсон Биспо дос Сантос · Мозес Бласс · Вальдемар Блаткаускас · Алгодао · Кармо де Соуза · Карлос Домингос Массони · Валдир Геральдо Боккардо · Вламир Маркеш · Амори Пасос · Фернандо Перейра Де Фрейтас · Антонио Сальвадор Сукар · Эдуардо Шалль Жатир |

### Бокс[3]
| Дисциплина  | Золото                       | Серебро                     | Бронза                                         |
| ----------- | ---------------------------- | --------------------------- | ---------------------------------------------- |
| До 51 кг    | Дьюла Тёрёк Венгрия          | Сергей Сивко СССР           | Абдельмонейм Эльгинди Египет                   |
| До 51 кг    | Дьюла Тёрёк Венгрия          | Сергей Сивко СССР           | Киёси Танабэ Япония                            |
| До 54 кг    | Олег Григорьев СССР          | Примо Дзампарини Италия     | Брунон Бендиг Польша                           |
| До 54 кг    | Олег Григорьев СССР          | Примо Дзампарини Италия     | Оливер Тейлор Австралия                        |
| До 57 кг    | Франческо Муссо Италия       | Ежи Адамский Польша         | Уильям Майерс ЮАС                              |
| До 57 кг    | Франческо Муссо Италия       | Ежи Адамский Польша         | Йорма Лиммонен Финляндия                       |
| До 60 кг    | Казимеж Паздзёр Польша       | Сандро Лопополо Италия      | Ричард Мактаггарт Великобритания               |
| До 60 кг    | Казимеж Паздзёр Польша       | Сандро Лопополо Италия      | Абель Лаудонио Аргентина                       |
| До 63,5 кг  | Богумил Немечек Чехословакия | Клемент Кворти Гана         | Куинси Дэниэлс США                             |
| До 63,5 кг  | Богумил Немечек Чехословакия | Клемент Кворти Гана         | Мариан Каспшик Польша                          |
| До 67 кг    | Джованни Бенвенути Италия    | Юрий Радоняк СССР           | Лешек Дрогош Польша                            |
| До 67 кг    | Джованни Бенвенути Италия    | Юрий Радоняк СССР           | Джеймс Ллойд Великобритания                    |
| До 71 кг    | Уилберт Макклюр США          | Кармело Босси Италия        | Уильям Фишер Великобритания                    |
| До 71 кг    | Уилберт Макклюр США          | Кармело Босси Италия        | Борис Лагутин СССР                             |
| До 75 кг    | Эдвард Крук США              | Тадеуш Валасек Польша       | Евгений Феофанов СССР                          |
| До 75 кг    | Эдвард Крук США              | Тадеуш Валасек Польша       | Ион Моня Румыния                               |
| До 81 кг    | Кассиус Клей США             | Збигнев Петшиковский Польша | Энтони Мэдиган Австралия                       |
| До 81 кг    | Кассиус Клей США             | Збигнев Петшиковский Польша | Джулио Сарауди Италия                          |
| Свыше 81 кг | Франческо де Пикколи Италия  | Дэниэл Беккер ЮАС           | Йозеф Немец Чехословакия                       |
| Свыше 81 кг | Франческо де Пикколи Италия  | Дэниэл Беккер ЮАС           | Гюнтер Зигмунд Объединённая германская команда |

### Борьба[4]

#### Греко-римская борьба
| Категория   | Золото                     | Серебро                                          | Бронза                     |
| ----------- | -------------------------- | ------------------------------------------------ | -------------------------- |
| До 52 кг    | Думитру Пырвулеску Румыния | Осман Эль-Сайед Египет                           | Мохаммад Пазираи Иран      |
| До 57 кг    | Олег Караваев СССР         | Йон Черня Румыния                                | Динко Петров Болгария      |
| До 62 кг    | Мюзахир Сильле Турция      | Имре Пойяк Венгрия                               | Константин Вырупаев СССР   |
| До 67 кг    | Автандил Коридзе СССР      | Бранислав Мартинович Югославия                   | Густав Фрей Швеция         |
| До 73 кг    | Митхат Байрак Турция       | Гюнтер Маричнигг Объединённая германская команда | Рене Ширмейер Франция      |
| До 79 кг    | Димитр Добрев Болгария     | Лотар Метц Объединённая германская команда       | Йон Цэрану Румыния         |
| До 87 кг    | Тевфик Кыш Турция          | Крали Бимбалов Болгария                          | Гиви Картозия СССР         |
| Свыше 87 кг | Иван Богдан СССР           | Вильфрид Дитрих Объединённая германская команда  | Богумил Кубат Чехословакия |

#### Вольная борьба
| Категория   | Золото                                          | Серебро                 | Бронза                        |
| ----------- | ----------------------------------------------- | ----------------------- | ----------------------------- |
| До 52 кг    | Ахмет Билек Турция                              | Масаюки Мацубара Япония | Мухаммед Ибрагим Сейфпур Иран |
| До 57 кг    | Терренс Маккэнн США                             | Неждет Залев Болгария   | Тадеуш Трояновский Польша     |
| До 62 кг    | Мустафа Дагыстанлы Турция                       | Станчо Колев Болгария   | Владимир Рубашвили СССР       |
| До 67 кг    | Шелби Уилсон США                                | Владимир Синявский СССР | Енё Вылчев Болгария           |
| До 73 кг    | Дуглас Блюбау США                               | Исмаил Оган Турция      | Мохаммад Башир Пакистан       |
| До 79 кг    | Хасан Гюнгёр Турция                             | Георгий Схиртладзе СССР | Ханс Антонссон Швеция         |
| До 87 кг    | Исмет Атлы Турция                               | Голамреза Тахти Иран    | Анатолий Албул СССР           |
| Свыше 87 кг | Вильфрид Дитрих Объединённая германская команда | Хамит Каплан Турция     | Савкудз Дзарасов СССР         |

### Велоспорт[5]
| Дисциплина                             | Золото                                                                      | Серебро                                                                                          | Бронза                                                                          |
| -------------------------------------- | --------------------------------------------------------------------------- | ------------------------------------------------------------------------------------------------ | ------------------------------------------------------------------------------- |
| Велошоссе Групповая гонка              | Виктор Капитонов СССР                                                       | Ливио Трапе Италия                                                                               | Вилли ван дер Берген Бельгия                                                    |
| Велошоссе Командная раздельная гонка   | Италия · Ливио Трапе · Антонио Байлетти · Оттавио Кольяти · Джакомо Форнони | Объединённая германская команда · Густав-Адольф Шур · Эгон Адлер · Эрих Хаген · Гюнтер Лёрке     | СССР · Виктор Капитонов · Евгений Клевцов · Юрий Мелихов · Алексей Петров       |
| Велотрек Гит 1000 м                    | Санте Гаярдони Италия                                                       | Дитер Гизелер Объединённая германская команда                                                    | Ростислав Варгашкин СССР                                                        |
| Велотрек Спринт                        | Санте Гаярдони Италия                                                       | Лео Стеркс Бельгия                                                                               | Валентино Гаспарелла Италия                                                     |
| Тандем                                 | Италия · Джузеппе Бегетто · Серджио Бьянкетто                               | Объединённая германская команда · Юрген Зимон · Лотар Штебер                                     | СССР · Борис Васильев · Владимир Леонов                                         |
| Велотрек Командная гонка преследования | Италия · Марино Винья · Луиджи Арьенти · Франко Теста · Марио Валлотто      | Объединённая германская команда · Зигфрид Кёлер · Бернд Барлебен · Петер Грёнинг · Манфред Климе | СССР · Станислав Москвин · Виктор Романов · Леонид Колумбет · Арнольд Бельгардт |

### Водное поло[6]
| Дисциплина | Золото | Серебро | Бронза |
| ---------- | --- | --- | --- |
| Мужчины    | Италия · Амедео Амброн · Данио Барди · Джузеппе Д’Альтруи · Сальваторе Джонта · Джанкарло Гуэррини · Франко Лаворатори · Джанни Лонци · Луиджи Маннелли · Розарио Пармеджани · Эральдо Пиццо · Данте Росси · Брунелло Спинелли | СССР · Виктор Агеев · Лери Гоголадзе · Борис Гойхман · Юрий Григоровский · Анатолий Карташов · Вячеслав Куренной · Владимир Новиков · Петр Мшвениерадзе · Евгений Сальцын · Владимир Семёнов · Гиви Чикваная | Венгрия · Отто Борош · Золтан Дёмётёр · Дежё Дьярмати · Ласло Йеней · Тивадар Канижа · Дьёрдь Карпати · Андраш Катона · Янош Конрад · Михай Майер · Кальман Марковитц · Петер Рушоран · Ласло Фелкаи · Иштван Хевеши |

### Гребля на байдарках и каноэ[7]

#### Мужчины
| Дисциплина                         | Золото                                                                                             | Серебро                                                               | Бронза                                                            |
| ---------------------------------- | -------------------------------------------------------------------------------------------------- | --------------------------------------------------------------------- | ----------------------------------------------------------------- |
| Каноэ-одиночки — 1000 м            | Янош Парти Венгрия                                                                                 | Александр Силаев СССР                                                 | Леон Ротман Румыния                                               |
| Каноэ-двойки — 1000 м              | СССР · Леонид Гейштор · Сергей Макаренко                                                           | Италия · Альдо Дези · Франческо Ла Маккья                             | Венгрия · Имре Фаркаш · Андраш Тёрё                               |
| Байдарки-одиночки — 1000 м         | Эрик Хансен Дания                                                                                  | Имре Сёллёши Венгрия                                                  | Герт Фредрикссон Швеция                                           |
| Байдарки-двойки — 1000 м           | Швеция · Герт Фредрикссон · Свен-Олов Шёделиус                                                     | Венгрия · Андраш Сенте · Дьёрдь Месарош                               | Польша · Стефан Капланяк · Владислав Зелиньский                   |
| Эстафета байдарок-одиночек 4×500 м | Объединённая германская команда · Дитер Краузе · Гюнтер Перлеберг · Пауль Ланге · Фридхельм Венцке | Венгрия · Имре Сёллёши · Имре Кемечеи · Андраш Сенте · Дьёрдь Месарош | Дания · Эрик Хансен · Хельмут Нюборг · Арне Хойер · Эрлинг Йессен |

#### Женщины
| Дисциплина                | Золото                                  | Серебро                                                        | Бронза                                         |
| ------------------------- | --------------------------------------- | -------------------------------------------------------------- | ---------------------------------------------- |
| Байдарки-одиночки — 500 м | Антонина Середина СССР                  | Терезе Ценц Объединённая германская команда                    | Данела Вальковяк Польша                        |
| Байдарки-двойки — 500 м   | СССР · Антонина Середина · Мария Шубина | Объединённая германская команда · Терезе Ценц · Ингрид Хартман | Венгрия · Клара Фрид-Банфальви · Вильма Эгреши |

### Конный спорт[8]
| Дисциплина                     | Золото                                                                                 | Серебро                                                       | Бронза                                                    |
| ------------------------------ | -------------------------------------------------------------------------------------- | ------------------------------------------------------------- | --------------------------------------------------------- |
| Выездка Личное первенство      | Сергей Филатов и Абсент СССР                                                           | Густав Фишер Швейцария                                        | Йозеф Некерман Объединённая германская команда            |
| Троеборье Личное первенство    | Лоуренс Морган Австралия                                                               | Нил Лэвис Австралия                                           | Антон Бюлер Швейцария                                     |
| Троеборье Командное первенство | Австралия · Лоуренс Морган · Нил Лэвис · Билл Ройкрофт                                 | Швейцария · Антон Бюлер · Ханс Шварценбах · Рудольф Гюнтхардт | Франция · Жак Ле Гоф · Ги Лефран · Жеан Ле Рой            |
| Конкур Личное первенство       | Раймондо Д’Инцео Италия                                                                | Пьеро Д’Инцео Италия                                          | Дэвид Брум Великобритания                                 |
| Конкур Командное первенство    | Объединённая германская команда · Ханс Гюнтер Винклер · Фриц Тидеман · Альвин Шокемёле | США · Фрэнк Чэпот · Уильям Стейнкраус · Джордж Моррис         | Италия · Раймондо Д’Инцео · Пьеро Д’Инцео · Антонио Оппес |

### Лёгкая атлетика[9]

#### Мужчины
| Дисциплина       | Золото                                                                       | Серебро                                                                        | Бронза                                                                                    |
| ---------------- | ---------------------------------------------------------------------------- | ------------------------------------------------------------------------------ | ----------------------------------------------------------------------------------------- |
| 100 м            | Армин Хари Германия                                                          | Дэйв Сайм США                                                                  | Питер Рэдфорд Великобритания                                                              |
| 200 м            | Ливио Беррути Италия                                                         | Лес Кэрни США                                                                  | Абдулай Сей Франция                                                                       |
| 400 м            | Дэвис, Отис США                                                              | Кауфманн, Карл Германия                                                        | Малкольм Спенс ЮАС                                                                        |
| 800 м            | Питер Снелл Новая Зеландия                                                   | Мунс, Роже Бельгия                                                             | Джордж Керр Федерация Вест-Индии                                                          |
| 1500 м           | Херб Эллиот Австралия                                                        | Жази, Мишель Франция                                                           | Иштван Рожавёльдьи Венгрия                                                                |
| 5000 м           | Мюррей Халберг Новая Зеландия                                                | Гродоцки, Ханс Германия                                                        | Зимны, Казимир Польша                                                                     |
| 10 000 м         | Пётр Болотников СССР                                                         | Гродоцки, Ханс Германия                                                        | Дэвид Пауэр Австралия                                                                     |
| Марафон          | Абебе Бикила Эфиопия                                                         | Ради Бен Абдесселам Марокко                                                    | Барри Мэги Новая Зеландия                                                                 |
| 110 м с/б        | Кэлхаун, Ли США                                                              | Вилли Мэй США                                                                  | Джонс, Хайес США                                                                          |
| 400 м с/б        | Дэвис, Гленн США                                                             | Кушман, Клифф США                                                              | Ховард, Дик США                                                                           |
| 3000 м с/пр      | Здзислав Кшишковяк Польша                                                    | Николай Соколов СССР                                                           | Семён Ржищин СССР                                                                         |
| Эстафета 4×100 м | Германия · Куллман, Берндт · Армин Хари · Махлендорф, Вальтер · Мартин Лауэр | СССР · Гусман Косанов · Леонид Бартенев · Юрий Коновалов · Эдвин Озолин        | Великобритания · Рэдфорд, Питер · Дэвид Джонс · Сигал, Дэвид · Уайтхед, Ник               |
| Эстафета 4×400 м | США · Йерман, Джек · Янг, Эрл · Дэвис, Гленн · Дэвис, Отис                   | Германия · Киндер, Манфред · Резке, Йоахим · Кайзер, Йоханнес · Кауфманн, Карл | Федерация Вест-Индии · Джордж Керр · Ваддербёрн, Джеймс · Кейт Гарднер · Спенс, Малькольм |
| Ходьба 20 км     | Владимир Голубничий СССР                                                     | Фримэн, Ноэл Австралия                                                         | Стэнли Викерс Великобритания                                                              |
| Ходьба 50 км     | Томпсон, Дон Великобритания                                                  | Юнггрен, Йон Швеция                                                            | Памич, Абдон Италия                                                                       |
| Прыжки в высоту  | Роберт Шавлакадзе СССР                                                       | Валерий Брумель СССР                                                           | Джон Томас США                                                                            |
| Прыжки с шестом  | Дон Брэгг США                                                                | Моррис, Рон США                                                                | Ээлес Ландстрём Финляндия                                                                 |
| Прыжки в длину   | Ральф Бостон США                                                             | Бо Робертсон США                                                               | Игорь Тер-Ованесян СССР                                                                   |
| Тройной прыжок   | Юзеф Шмидт Польша                                                            | Владимир Горяев СССР                                                           | Витольд Креер СССР                                                                        |
| Толкание ядра    | Билл Нидер США                                                               | Перри О'Брайен США                                                             | Лонг, Даллас США                                                                          |
| Метание диска    | Эл Ортер США                                                                 | Бабка, Ринк США                                                                | Кохрэйн, Дик США                                                                          |
| Метание молота   | Василий Руденков СССР                                                        | Дьюла Живоцки Венгрия                                                          | Рут, Тадеуш Польша                                                                        |
| Метание копья    | Виктор Цыбуленко СССР                                                        | Вальтер Крюгер Германия                                                        | Гергей Кульчар Венгрия                                                                    |
| Десятиборье      | Рафер Джонсон США                                                            | Ян Чуаньгуан Китайская Республика                                              | Василий Кузнецов СССР                                                                     |

#### Женщины
| Дисциплина       | Золото                                                                  | Серебро                                                                      | Бронза                                                                           |
| ---------------- | ----------------------------------------------------------------------- | ---------------------------------------------------------------------------- | -------------------------------------------------------------------------------- |
| 100 м            | Вилма Рудольф США                                                       | Хайман, Дороти Великобритания                                                | Леоне, Джузеппина Италия                                                         |
| 200 м            | Вилма Рудольф США                                                       | Хайне, Ютта Германия                                                         | Хайман, Дороти Великобритания                                                    |
| 800 м            | Лысенко, Людмила СССР                                                   | Джонс, Бренда Австралия                                                      | Донат, Улла Германия                                                             |
| 80 м с/б         | Пресс, Ирина СССР                                                       | Куинтон, Кароле Великобритания                                               | Кёлер-Биркемейер, Гизела Германия                                                |
| Эстафета 4×100 м | США · Хадсон, Марта · Уильямс, Люсинда · Джонс, Барбара · Вилма Рудольф | Германия · Лангбейн, Марта · Бихл, Анни · Хендрикс, Брунхильде · Хайне, Ютта | Польша · Тереса Цеплы · Барбара Янишевская · Есёновска, Селина · Халина Горецкая |
| Прыжки в высоту  | Йоланда Балаш Румыния                                                   | Ширли, Дороти Великобритания                                                 | Беда, Ярослава Польша                                                            |
| Прыжки в длину   | Крепкина, Вера СССР                                                     | Дуньска, Эльжбета Польша                                                     | Клаус, Гильдрун Германия                                                         |
| Толкание ядра    | Тамара Пресс СССР                                                       | Хюбнер-Люттге, Йоханна Германия                                              | Браун, Эрлен США                                                                 |
| Метание диска    | Нина Пономарёва СССР                                                    | Тамара Пресс СССР                                                            | Манолиу, Лия Румыния                                                             |
| Метание копья    | Эльвира Озолина СССР                                                    | Затопкова, Дана Чехословакия                                                 | Каледене, Бируте СССР                                                            |

### Парусный спорт[10]
| Дисциплина                                              | Золото                                                                         | Серебро                                                                  | Бронза                                                                       |
| ------------------------------------------------------- | ------------------------------------------------------------------------------ | ------------------------------------------------------------------------ | ---------------------------------------------------------------------------- |
| 5.5 mR Килевая яхта 19 яхт в классе                     | США · Minotaur · Джордж О’Дэй · Джеймс Хант · Дэвид Смит                       | Дания · Web II · Уильям Бернстен · Сёрен Ханке · Стен Христиансен        | Швейцария · Ballerina IV · Анри Коппоне · Манфред Метцгер · Пьер Жирар       |
| Дракон Килевая яхта 27 яхт в классе                     | Греция · Nirefs · Кронпринц Константин · Одиссеус Эскитзоглу · Георгиос Займис | Аргентина · Tango · Хорхе Салаш Чавес · Эктор Калегарис · Хорхе Дель Рио | Италия · Venilia · Антонио Косентино · Антонио Чичильяно · Джулио де Стефано |
| Летучий голландец двухместный швертбот 31 яхта в классе | Норвегия · Sirene · Педер Лунде мл. · Бьёрн Бергвалль                          | Дания · Skum · Ханс Фог · Оле Эрик Петерсен                              | ГДР/ФРГ Macky VI Рольф Мулка Инго фон Бредов                                 |
| Финн одноместный швертбот 35 яхт в классе               | Дания · 167 · Пауль Эльвстрём                                                  | СССР · 163 · Александр Чучелов                                           | Бельгия · 145 · Андре Нелис                                                  |
| Звёздный двухместная килевая яхта 26 яхт в классе       | СССР · Tornado · Тимир Пинегин · Фёдор Шутков                                  | Португалия · Ma Lindo · Марио Квина · Жозе Квина                         | США · Shrew II · Уильям Паркс · Роберт Галперин                              |

### Плавание[11]

#### Мужчины
| Дисциплина                       | Золото                                                             | Серебро                                                                     | Бронза                                                                  |
| -------------------------------- | ------------------------------------------------------------------ | --------------------------------------------------------------------------- | ----------------------------------------------------------------------- |
| 100 м вольным стилем             | Джон Девитт Австралия                                              | Лэнс Ларсон США                                                             | Мануэл душ Сантуш Бразилия                                              |
| 400 м вольным стилем             | Маррей Роуз Австралия                                              | Цуёси Яманака Япония                                                        | Джон Конрадс Австралия                                                  |
| 1500 м вольным стилем            | Джон Конрадс Австралия                                             | Маррей Роуз Австралия                                                       | Джордж Брин США                                                         |
| 100 м на спине                   | Дэвид Тейл Австралия                                               | Фрэнк Маккинни США                                                          | Роберт Беннетт США                                                      |
| 200 м брассом                    | Уильям Малликен США                                                | Ёсихико Осаки Япония                                                        | Вигер Менсонидес Нидерланды                                             |
| 200 м баттерфляем                | Майкл Трой США                                                     | Невилл Хайес Австралия                                                      | Дэвид Джилландерс США                                                   |
| Эстафета 4×200 м вольным стилем  | США · Джордж Харрисон · Ричард Блик · Майкл Трой · Джеффри Фаррелл | Япония · Макото Фукуи · Хироси Исии · Цуёси Яманака · Тацуо Фудзимото       | Австралия · Дэвид Диксон · Джон Девитт · Маррей Роуз · Джон Конрадс     |
| Эстафета 4×100 м комбинированная | США · Франк Маккинни · Пол Хэйт · Лэнс Ларсон · Джеффри Фаррелл    | Австралия · Дэвид Тейл · Терренс Гэзеркоул · Невилл Хайес · Джеоффри Шиптон | Япония · Кадзуо Томита · Коити Хиракида · Ёсихико Осаки · Кэйго Симидзу |

#### Женщины
| Дисциплина                       | Золото                                                                  | Серебро                                                                  | Бронза                                                                                             |
| -------------------------------- | ----------------------------------------------------------------------- | ------------------------------------------------------------------------ | -------------------------------------------------------------------------------------------------- |
| 100 м вольным стилем             | Дон Фрейзер Австралия                                                   | Кристина вон Салца США                                                   | Натали Стюард Великобритания                                                                       |
| 400 м вольным стилем             | Кристина вон Салца США                                                  | Яне Седерквист Швеция                                                    | Тинеке Лагерберг Нидерланды                                                                        |
| 100 м на спине                   | Линн Берк США                                                           | Натали Стюард Великобритания                                             | Сатоко Танака Япония                                                                               |
| 200 м брассом                    | Анита Лонсбро Великобритания                                            | Витруд Урсельман Объединённая германская команда                         | Барбара Гёбель Объединённая германская команда                                                     |
| 100 м баттерфляем                | Кэролин Шулер США                                                       | Марианне Хемскерк Нидерланды                                             | Джэнис Эндрю Австралия                                                                             |
| Эстафета 4×100 м вольным стилем  | США · Джоан Спиллэйн · Ширли Стобс · Кэролин Вуд · Кристина вон Салца   | Австралия · Дон Фрейзер · Ильза Конрадс · Лоррейн Крэпп · Алва Колхаун   | Объединённая германская команда · Кристель Штеффин · Хайди Пехштайн · Гизела Вайс · Урзель Бруннер |
| Эстафета 4×100 м комбинированная | США · Линн Берк · Патрисия Кемпнер · Кэролин Шулер · Кристина вон Салца | Австралия · Мэрилин Вилсон · Росмари Лассиг · Дженис Эндрю · Дон Фрейзер | Объединённая германская команда · Ингрид Шмидт · Урсула Кюпер · Бербель Фурман · Урзель Бруннер    |

### Прыжки в воду[12]

#### Мужчины
| Дисциплина          | Золото          | Серебро         | Бронза                      |
| ------------------- | --------------- | --------------- | --------------------------- |
| 3-метровый трамплин | Гэри Тобиан США | Сэмюэл Холл США | Хуан Ботелья Мексика        |
| 10-метровая вышка   | Боб Уэбстер США | Гэри Тобиан США | Брайан Фелпс Великобритания |

#### Женщины
| Дисциплина          | Золото                                        | Серебро       | Бронза                         |
| ------------------- | --------------------------------------------- | ------------- | ------------------------------ |
| 3-метровый трамплин | Ингрид Кремер Объединённая германская команда | Пола Поуп США | Элизабет Феррис Великобритания |
| 10-метровая вышка   | Ингрид Кремер Объединённая германская команда | Пола Поуп США | Нинель Крутова СССР            |

### Современное пятиборье[13]
| Дисциплина           | Золото                                             | Серебро                                                | Бронза                                           |
| -------------------- | -------------------------------------------------- | ------------------------------------------------------ | ------------------------------------------------ |
| Личное первенство    | Ференц Немет Венгрия                               | Имре Надь Венгрия                                      | Роберт Бек США                                   |
| Командное первенство | Венгрия · Андраш Бальцо · Имре Надь · Ференц Немет | СССР · Игорь Новиков · Николай Татаринов · Ханно Сельг | США · Роберт Бек · Джек Дэниелс · Джордж Ламберт |

### Спортивная гимнастика[14]

#### Мужчины
| Дисциплина           | Золото                                                                                             | Серебро | Бронза |
| -------------------- | -------------------------------------------------------------------------------------------------- | --- | --- |
| Командное первенство | Япония · Такаси Оно · Сюдзи Цуруми · Масао Такэмото · Юкио Эндо · Нобуюки Аихара · Такаси Мицукури | СССР · Борис Шахлин · Юрий Титов · Альберт Азарян · Владимир Портной · Николай Милигуло · Валерий Кердемилиди | Италия · Анджело Викарди · Джованни Карминуччи · Паскуале Карминуччи · Джанфранко Марцолла · Франко Меникелли · Орландо Польмонари |
| Многоборье           | Борис Шахлин СССР                                                                                  | Такаси Оно Япония                                                                                             | Юрий Титов СССР |
| Вольные упражнения   | Нобуюки Аихара Япония                                                                              | Юрий Титов СССР                                                                                               | Франко Меникелли Италия |
| Конь                 | Эуген Экман Финляндия                                                                              | не присуждалась                                                                                               | Сюдзи Цуруми Япония |
| Конь                 | Борис Шахлин СССР                                                                                  | не присуждалась                                                                                               | Сюдзи Цуруми Япония |
| Кольца               | Альберт Азарян СССР                                                                                | Борис Шахлин СССР                                                                                             | Такаси Оно Япония |
| Кольца               | Альберт Азарян СССР                                                                                | Борис Шахлин СССР                                                                                             | Велик Капсызов Болгария |
| Опорный прыжок       | Борис Шахлин СССР                                                                                  | не присуждалась                                                                                               | Владимир Портной СССР |
| Опорный прыжок       | Такаси Оно Япония                                                                                  | не присуждалась                                                                                               | Владимир Портной СССР |
| Брусья               | Борис Шахлин СССР                                                                                  | Джованни Карминуччи Италия                                                                                    | Такаси Оно Япония |
| Перекладина          | Такаси Оно Япония                                                                                  | Масао Такэмото Япония                                                                                         | Борис Шахлин СССР |

#### Женщины
| Дисциплина           | Золото | Серебро | Бронза |
| -------------------- | --- | --- | --- |
| Командное первенство | СССР · Лариса Латынина · Софья Муратова · Полина Астахова · Маргарита Николаева · Лидия Иванова-Калинина · Тамара Люхина | Чехословакия · Эва Босакова · Вера Чаславска · Матильда Матоушкова · Гана Ружичкова · Людмила Шведова · Адольфина Тачова | Румыния · Атанасия Ионеску · Элена Леуштяну · Сония Иован · Эмилия Вэтэшою · Элена Мэргэрит-Никулеску · Утта Поречану |
| Многоборье           | Лариса Латынина СССР | Софья Муратова СССР | Полина Астахова СССР                                                                                                  |
| Опорный прыжок       | Маргарита Николаева СССР                                                                                                 | Софья Муратова СССР | Лариса Латынина СССР                                                                                                  |
| Брусья               | Полина Астахова СССР | Лариса Латынина СССР | Тамара Люхина СССР |
| Бревно               | Эва Босакова Чехословакия                                                                                                | Лариса Латынина СССР | Софья Муратова СССР                                                                                                   |
| Вольные упражнения   | Лариса Латынина СССР | Полина Астахова СССР | Тамара Люхина СССР |

### Стрельба[15]
| Дисциплина                                        | Золото                                      | Серебро                         | Бронза                                         |
| ------------------------------------------------- | ------------------------------------------- | ------------------------------- | ---------------------------------------------- |
| Произвольная винтовка из 3 положений на 300 м     | Хуберт Хаммерер Австрия                     | Ханс Рудольф Шпильман Швейцария | Василий Борисов СССР                           |
| Малокалиберная винтовка из положения лёжа на 50 м | Петер Конке Объединённая германская команда | Джим Хилл США                   | Энрико Форселья Венесуэла                      |
| Малокалиберная винтовка из 3 положений на 50 м    | Виктор Шамбуркин СССР                       | Марат Ниязов СССР               | Клаус Церингер Объединённая германская команда |
| Произвольный пистолет на 50 м                     | Алексей Гущин СССР                          | Махмуд Умаров СССР              | Ёсихиса Ёсикава Япония                         |
| Скорострельный пистолет на 25 м                   | Уильям Макмиллан США                        | Пентти Линносвуо Финляндия      | Александр Забелин СССР                         |
| Трап                                              | Йон Думитреску Румыния                      | Галлиано Россини Италия         | Сергей Калинин СССР                            |

### Тяжёлая атлетика[16]
| Дисциплина  | Золото                    | Серебро              | Бронза                      |
| ----------- | ------------------------- | -------------------- | --------------------------- |
| 56 кг       | Чарльз Винчи США          | Ёсинобу Миякэ Япония | Исмаил Элмха Иран           |
| 60 кг       | Евгений Минаев СССР       | Айзек Бергер США     | Себастьяно Маннирони Италия |
| 67,5 кг     | Виктор Бушуев СССР        | Тан Хоу Лян Сингапур | Абдул Вахид Азиз Ирак       |
| 75 кг       | Александр Курынов СССР    | Тамио Коно США       | Дьёзё, Вереш Венгрия        |
| 82,5 кг     | Иренеуш Палиньский Польша | Джим Джордж США      | Ян Бохенек Польша           |
| 90 кг       | Аркадий Воробьёв СССР     | Трофим Ломакин СССР  | Луис Мартин Великобритания  |
| свыше 90 кг | Юрий Власов СССР          | Джеймс Брэдфорд США  | Норберт Шемански США        |

### Фехтование[17]

#### Мужчины
| Дисциплина                   | Золото | Серебро | Бронза                                                                                                  |
| ---------------------------- | --- | --- | --- |
| Рапира, личное первенство    | Виктор Жданович СССР | Юрий Сисикин СССР                                                                                               | Альберт Аксельрод США                                                                                   |
| Рапира, командное первенство | СССР · Виктор Жданович · Марк Мидлер · Юрий Рудов · Юрий Сисикин · Герман Свешников                                          | Италия · Альберто Пеллегрино · Луиджи Карпанеда · Марио Курлетто · Альдо Ауреджи · Эдоардо Манджаротти          | Объединённая германская команда · Юрген Тойеркауфф · Тим Герресхайм · Эберхард Мель · Юрген Брехт       |
| Шпага, личное первенство     | Джузеппе Дельфино Италия | Аллан Джей Великобритания                                                                                       | Бруно Хабаров СССР                                                                                      |
| Шпага, командное первенство  | Италия · Джузеппе Дельфино · Альберто Пеллегрино · Карло Павези · Эдоардо Манджаротти · Фиоренцо Марини · Джанлуиджи Саккаро | Великобритания · Аллан Джей · Майкл Ховард · Джон Пеллинг · Генри Хоскинс · Рэймонд Харрисон · Майкл Александер | СССР · Бруно Хабаров · Валентин Черников · Гурам Костава · Арнольд Чернушевич · Александр Павловский    |
| Сабля, личное первенство     | Рудольф Карпати Венгрия | Золтан Хорват Венгрия                                                                                           | Владимиро Каларезе Италия                                                                               |
| Сабля, командное первенство  | Венгрия · Аладар Геревич · Габор Дельнеки · Рудольф Карпати · Пал Ковач · Тамаш Менделеньи · Золтан Хорват                   | Польша · Мариан Кушевский · Эмиль Охира · Ежи Павловский · Анджей Пионтковский · Войцех Заблоцкий · Рышард Зуб  | Италия · Джампаоло Каланчини · Владимиро Каларезе · Марио Раваньян · Роберто Феррари · Пьерлуиджи Чикка |

#### Женщины
| Дисциплина                   | Золото | Серебро                                                                                  | Бронза                                                                                             |
| ---------------------------- | --- | ---------------------------------------------------------------------------------------- | -------------------------------------------------------------------------------------------------- |
| Рапира, личное первенство    | Хайди Шмид Объединённая германская команда                                                                                    | Валентина Растворова СССР                                                                | Мария Викол Румыния                                                                                |
| Рапира, командное первенство | СССР · Валентина Растворова · Галина Горохова · Александра Забелина · Валентина Прудскова · Татьяна Петренко · Людмила Шишова | Венгрия · Лидия Дёмёльки · Дьёрди Марвалитц · Магда Ньяри · Ильдико Рейтё · Каталин Юхас | Италия · Ирене Камбер · Бруна Коломбетти · Клаудия Пазини · Антонелла Раньо-Лонци · Велледа Чезари |

### Футбол[18]
| Дисциплина | Золото | Серебро | Бронза |
| ---------- | --- | --- | --- |
| Футбол     | Югославия | Дания | Венгрия |
| Футбол     | Андрия Анкович Звонко Бего Владимир Дуркович Милан Галич Фахрудин Юсуфи Томислав Кнеж Боривое Костич Александр Козлина Душан Маравич Желько Матуш Жарко Николич Желько Перушич Новак Роганович Велимир Сомболац Милутин Шошкич Сильвестр Такач Благое Видинич Анте Жанетич | Пол Андерсен Джон Даниэльсен Хеннинг Эноксен Генри Фром Эрик Гаардхойе Бент Хансен Йорген Хансен Хеннинг Хелбранд Пол Йенсен Бент Крог Эрлинг Ларсен Пол Мейер Флемминг Нильсен Ханс Нильсен Харальд Нильсен Пол Педерсен Йорн Соренсен Финн Стеробо Томми Троэльсен | Флориан Альберт Енё Дальноки Золтан Дудаш Янош Дунаи Лайош Фараго Янош Гёрёч Ференц Ковач Дежё Новак Пал Орос Тибор Пал Дьюла Ракоши Имре Шатори Эрнё Шоймоши Габор Торок Пал Вархиди Оскар Вилежал |

### Хоккей на траве[19]
| Дисциплина | Золото   | Серебро | Бронза  |
| ---------- | -------- | ------- | ------- |
| Мужчины    | Пакистан | Индия   | Испания |